# Operationszone Alpenvorland
Het Operationszone Alpenvorland (OZAV) (Nederlands: Operatiezone Alpenvoorland) werd op 10 september 1943 na de wapenstilstand van Cassibile van 8 september 1943, als onderdeel van maatregelen tijdens Fall Achse door de Heeresgruppe B  (Legergroep B) ingesteld. Het Operationszone Alpenvorland bestond uit de landen (provincies) van Zuid-Tirol, Trente en Belluno.
Op dezelfde dag werd tegelijk de Operationszone Adriatisches Küstenland (OAK) (vrije vertaling: Operatiezone Adriatische Kustland) met de (provincies) Udine, Gorizia, Triëst, Pula, Rijeka, Kvarner en Laibach opgericht.
Formeel behoorden beide operatiezones vanaf 23 september 1943 toe aan de Italiaanse Sociale Republiek, die vanuit Salò aan het Gardameer de resterende bezette gebieden van Italië regeerde. De Italiaanse invloed werd hier teruggedrongen, wat ook tot uiting kwam in het herstel van de provinciegrenzen van 1919,  en de gedwongen ontslag van de etnisch Italiaanse Podestà in Zuid-Tirol, deze werd vervangen door Duitstalige burgemeesters die waren gerekruteerd uit de lokale bevolking die zich identificeerde met het Duitse Rijk. In Zuid-Tirol mochten naast de Italiaanse ook weer de Duitse plaats- en straatnamen.
Het civiele bestuur in de operatiezone werd geleid door de Obersten Kommissar Franz Hofer, de Rijksstadhouder en Gouwleider van de Rijksgouw Vorarlberg-Noord-Tirol. Op 27 september 1943 werd Hofer door Hitler benoemd, en alleen om Duitse belangen in het bestuur te beschermen, en hij was gemachtigd om voor dit doel nieuwe civiele autoriteiten op te richten. Hofer verbood alle partijen, maar liet het Italiaanse bestuur bestaan. De vacatures in Zuid-Tirol werden opgevuld door geschikte vertegenwoordigers van de Duitse etnische groep.
De "Volksgruppenführer" Peter Hofer werd aanvankelijk benoemd tot prefect van de provincie Bozen. In december 1943 werd Hofer door een vliegtuigbom gedood, en werd vervangen door de parlementariër Karl Tinzl.
Voor de ordedienst (politietaken) werd de Südtiroler Ordnungsdienst (SOD) ingezet, waarvan de leden werden gerekruteerd uit de Arbeitsgemeinschaft der Optanten für Deutschland (AdO). De SOD was ook actief betrokken bij de Jodenvervolging, en de "Dableiber"  (degenen die voor Italië hadden gekozen, toen ze gedwongen werden hun trouw te betuigen) (inclusief Franz Thaler, Michael Gamper, Friedl Volgger, Alois Puff en Josef Ferrari).
In oktober 1943 werd de tijdelijke ingezette Militärbefehlshaber Oberitalien  (vrije vertaling: Militair bevelhebber Noord-Italië) de General der Infanterie Joachim Witthöft benoemd tot Befehlshaber im Sicherungsgebiet Alpenvorland  (vrije vertaling: Bevelhebber in het Veiligheidsgebied Alpenvoorland). Witthöft was niet ondergeschikt aan de Obersten Kommissar van de operatiezone Hofer. 
In mei 1944 werd Witthöft overgeplaatst naar de Adriatische Zee, en de functie van Befehlshabers im Operationsgebiet Alpenvorland werd waargenomen vanuit het Militärkommandantur Bozen door de Oberst Hans-Wolfgang von Schleinitz.
Het enige goedgekeurde gedrukte medium tijdens de bezetting was het officiële Bozner dagblad.